# Saison 1972-1973 du Boucau stade
 (août 2010).
Cette page présente la saison 1972-1973 du Boucau Tarnos stade en championnat de France de rugby à XV de 1re division.

## Récit de la saison
Pour la saison 1972-1973, le Boucau stade évolue en première division. Au terme d'une saison parfaitement maîtrisée, le BS reste invaincu à domicile dans une poule composée de RC Toulon, La Voulte sportif, US Bressane, Saint-Jean-de-Luz olympique rugby, Sporting club tulliste, Stade olympique chambérien rugby, Limoges rugby et gagne à Saint-Jean-de-Luz.
Le Boucau Stade termine 3e de sa poule, ce qui lui permet de se qualifier pour les 16èmes de finale de division 1 qu'il perd 9 à 6 contre le  Valence sportif à Carcassonne.
Les Cadets A boucalais, sont éliminés, en 32e de Finale du Championnat de France par Oloron.

## Transferts
| Joueur         | Poste   | Destination      |
| Michel Lataste | Arrière | Aviron bayonnais |
| Jacques Harran | pilier  | US Tyrosse       |

| Joueur | Poste | Destination |

## La saison
Cette saison débute parfaitement grâce à trois victoires d'affilée (réceptions du Limoges rugby et du Sporting club tulliste et déplacement victorieux dans le "derby" de la côte à Saint-Jean-de-Luz).
Mieux, avant le déplacement à Toulon (qui clôtura la phase aller), le BS est classé 1er de poule avec 1 seule défaite (à Chambéry).
Ce classement « flatteur » est facilité par quatre réceptions lors des six premières rencontres.
Hélas, à partir de la défaite à Toulon (qui était logique vu le classement des 2 équipes), le Boucau Stade enchaine des « contre-performances » à l'extérieur où il ne ramène aucune victoire.
Ainsi, les Noirs s'inclinent en déplacement à Limoges (qui enregistre par la même sa première victoire à domicile), à Tulle, à Bourg-en-Bresse et à La Voulte (où ils encaissent un 31 à 3).
Heureusement les réceptions du Saint-Jean-de-Luz olympique rugby (à 14 contre 15 (à la suite de l'expulsion de Pierre Lassalle) et du Stade olympique chambérien rugby apportent leurs lots de satisfactions et de victoires.
LES plus beaux matchs de la saison : les réceptions victorieuses, à "Pique", du RC Toulon (14 à 3), du La Voulte sportif (de Fouroux) 9 à 0 et du Stade olympique chambérien rugby (23 à 13) avec 4 essais marqués contre ces derniers.
Ainsi, invaincu sur le plateau du Stade Piquessary le Boucau Stade termine 3e de sa poule (les Forgerons ne sont pas descendus pas plus bas que cette place durant cette saison, enregistrant 5 premières places, 2 fois une 2e place et 7 fois une 3e place).
| Adversaires                       | Résultats Domicile | Résultats Extérieur |
| Limoges rugby                     | Gagné 17 à 12      | Perdu 10 à 4        |
| Saint-Jean-de-Luz olympique rugby | Gagné 11 à 6       | Gagné 6 à 10        |
| Sporting club tulliste            | Gagné 16 à 3       | Perdu 19 à 6        |
| Stade olympique chambérien rugby  | Gagné 23 à 13      | Perdu 18 à 7        |
| La Voulte sportif                 | Gagné 9 à 0        | Perdu 31 à 3        |
| US Bressane                       | Gagné 12 à 10      | Perdu 13 à 3        |
| RC Toulon                         | Gagné 14 à 3       | Perdu 36 à 12       |

- À noter que cette saison, Philippe Destribats (17 ans) fit ses 1er pas en équipe 1re alors qu'il n'était que juniors (il disputa 2 matchs).

Grâce à cette 3e place, le Boucau Stade se qualifie pour les 16e de Finale division 1, à Carcassonne, face à Valence sportif (de l'International Elie Cester) mais perd (en prolongation) 9 à 6.
| Poste            | Joueurs                                      |
| 1re ligne        | Haurieu, Daragnes, J. Alzuguren              |
| 2e ligne         | P.Lassalle, Arotcharen                       |
| 3e ligne         | Escoubé, Lopez, B.Perez                      |
| demi de mêlée    | Aizpurua                                     |
| demi d'ouverture | Petriacq                                     |
| 3/4              | H. Damestoy, Belascain, Calbete, L. Damestoy |
| arrière          | Foncillas                                    |

## Meilleurs marqueurs de points et d'essais
| classement | Joueur                         | Points |
| 1          | Henry Damestoy                 | 51     |
| 2          | Louis Damestoy                 | 15     |
| 3          | Michel Aizpurua                | 14     |
| 4          | Bélascain                      | 13     |
| 5          | Bernard Perez et Bernard Lopez | 12     |
| 7          | Gilles Fanen                   | 8      |
| 8          | José Foncillas                 | 7      |
| 9          | Boué, Lucas et Pétriacq        | 4      |

| classement | Joueur                                                        | Essais |
| 1          | Bernard Perez, Louis Damestoy et Bernard Lopez                | 3      |
| 4          | Gilles Fanen et Aïzpurua                                      | 2      |
| 6          | Lucas, Boué, Louis Damestoy, Bélascain, Foncillas et Pétriacq | 1      |

## Effectif
| Rang | Nom                  | Poste              | parcours      |
| 1    | Robert Haurieu       | Pilier ou 2e ligne | formé au club |
| 2    | René Alsugurren      | Pilier             | formé au club |
| 3    | Joseph Alsugurren    | Pilier             |               |
| 4    | Arnaud Daragnès      | Talonneur          | Tyrosse       |
| 5    | Christian Jimenez    | Talonneur          | formé au club |
| 6    | Pierre Lassalle      | 2e ligne           | formé au club |
| 7    | Jacques Arotcharen   | 2e ligne           |               |
| 8    | Bouhében             | 2e ligne           |               |
| 9    | Gilles Fanen         | 3e ligne           |               |
| 10   | Jean-Pierre Boué     | 3e ligne           | formé au club |
| 11   | Bernard Perez        | 3e ligne           | formé au club |
| 12   | Jean-Jacques Escoubé | 3e ligne           | formé au club |
| 13   | Daniel Aragon        | 3e ligne           | formé au club |
| 14   | Bernard Lopez        | 3e ligne           | formé au club |
| 15   | Serge Bié            | Demi de mêlée      | BEC           |

| Rang | Nom                  | Poste             | parcours      |
| 16   | Michel Aizpurua      | Demi de mêlée     | formé au club |
| 17   | Alain Calbète        | Centre ou ouvreur | formé au club |
| 18   | Christian Belascain  | Ouvreur ou centre | formé au club |
| 19   | Yves Pétriacq        | Ouvreur           | formé au club |
| 20   | Louis Damestoy       | Centre ou ailier  | formé au club |
| 21   | Pierre Lucas         | Centre ou ailier  | formé au club |
| 22   | Ailier Pécastaing    | Ailier ou centre  | formé au club |
| 23   | Henry Damestoy       | Ailier            | formé au club |
| 24   | jean-marc Destribats | Ailier            | formé au club |
| 25   | Gonzalez             | Ailier            | formé au club |
| 26   | Jean-Jacques Sanglan | Ailier            | formé au club |
| 27   | José Foncillas       | Arrière           | formé au club |

## Les cadets
Cette saison, les Cadets A, sont éliminés, en 32e de Finale du Championnat de France par Oloron (13 à 9) à Orthez.